# 麻織物
麻織物（あさおりもの）は、麻繊維でできた織物。麻布（まふ、あさふ、あさぬの）。硬くて強く天然の光沢がある。肌触りが涼しげ（シャリ感と呼ばれる）なため、主に夏の衣類に使われる。古くは紀元前のエジプトにおいてはミイラの製造の際にも使用された。紀元前から紙の起源である麻紙の原料となった。麻の衣服の材料となるのは、亜麻の繊維リネン、麻（大麻、狭義の麻）の繊維ヘンプ、苧麻（からむし）の繊維ラミーである。麻（大麻）では乾きやすさと共に保温性もあり冬の素材としても用いられる。
麻（ヘンプ）と苧麻（ラミー）は日本では古くから重宝され、共に含めて麻織物と呼ばれ、一般大衆だけでなく、とりわけ神道で重要な麻衣の麁服/荒妙（あらたえ）も古くから調進されており、平安時代の『延喜式』（10世紀）にも記載され、麻織物の縫製技術は江戸時代には最も技術が高まり、上質なものは上布と呼ばれ幕府への献上品ともなった。明治時代には欧米文化の流入と共に需要は減少し、それでも昭和時代の中ごろまではその生産を生業とすることも続いた。1980年代以降には、技術保存会などが発足。21世紀となり注目が集まる。
リネンは、中近東、ソ連で重宝されてきた。日本でも洋装に使われる繊維としてリネンが普及した。

## 芸術における使用
また洋の東西を問わず絵画制作の際に支持体として使われていた。日本で、既に8世紀には国宝の「薬師寺吉祥天像」など仏画が（どうさ引きされた）麻布に描かれていることから、中国大陸ではもっと早い時代から使用されていたことが窺える。西洋では、テオフィルスの書には12世紀-13世紀頃までは板に馬や羊の皮を薄くなめしたものを貼り合わせ上に地塗りがされたことが書かれているが、14世紀頃にはすでに麻布（要素材詳細）が貼られるようなっていた。これは当時の破損した作品が修復された際の報告書などから確認できる。
エジプト先王朝時代の紀元前3500年から起源前3100年頃の、リネン製のドレスが見つかっている。同時期に、亜麻（リネン）の布によるミイラづくりが始まり、起源前1550年ごろにはそこに『死者の書』の文が、起源前1000年頃にはオシリス神などが描かれる

1世紀頃のエジプトのファイユーム地方ではミイラの棺の顔の部分には麻布（上記からおそらくリネンを指す）が貼られ、死者の生前の肖像が描かれていた。そこにはきわめて興味深い絵画技術が使われていたために、発見当時からパリの芸術院など貴族階級のあいだで話題となった。18世紀になって出土したこの古代の肖像画はエンコスティックあるいはエンカウスティークと呼ばれる鑞を使った最古の絵画技法を用いていた。

## 日本
麻（大麻）と苧麻が古くから使われてきた。（以降の麻、苧麻はこの意味で用いる）
弥生時代の吉野ヶ里遺跡（佐賀県）からは、1986年に絹のほかきめ細かい高級麻布（大麻）が、珍しくかめ棺の中から発掘されている。通常は、住居跡などから出土する。
正倉院には、麻、苧麻の布が多く保存されているが、それ以降の江戸時代までの布はほとんど残存がない。正倉院の所蔵する繍線鞋（ぬいのせんがい）は、麻布と絹とで作られた靴であり、756年に光明皇后が献納したもの。別の所蔵品は、屏風袋の断片とみられる麻布であり、記録に越後国の記載が見られる。2018年の調査では、袋、調度品、帽子・靴、絵画といった麻繊維の広範な調査が実施され、その報告「正倉院宝物特別調査 麻調査報告」には顕微鏡写真も含めて詳細に掲載されている。多くが苧麻か、大麻であり、繍線鞋の芯材では大麻のものと黄麻のものがあり、この黄麻については日本で自生せず中国の唐で作られた可能性が示された。全般的に「麻」と総称される大麻・苧麻などを、統一して用いようとする考えは当時にはなかったようである。
平安時代の絵画に描かれる麻布製だと思われる衣服からは、当時すでに布を柔らかくするための技術が知られていたようである。『万葉集』（7-8世紀）では、「あさ衣きればなつかし紀の国の妹の山に麻まく吾妹（わぎも）」と歌われ、麻衣（種別不明）を着たことで故郷の妹思い出したということである。これは根元を引き抜かない苧麻ではなく、種を撒いて栽培する麻を指すと考えられ、『万葉集』には麻とも苧麻とも考えられる他の歌も集録されている。
『延喜式』（927年）では、阿波忌部（あわいんべ）が天皇即位の大嘗祭に際して、神服（かむみそ）としての麻で織った麁服（あらたえ）を調進することと定められている。その忌部の末裔が三木家とされており、1990年の大嘗祭では、徳島で栽培された麻は、吉野川の忌部神社で織られ、徳島市の忌部神社の宮司が斎主となり神事が行われた。古くは、上総国（かずさのくに）の望陀（もうだ）郡、現在の千葉県木更津市や袖ケ浦市辺りの、麻織物の望陀布は最高級品であり大嘗祭や遣唐使の貢納の品に使われた。
『神祇令』にて、伊勢神宮では4月と9月の神衣祭（かんみそのまつり）が規定され、皇太神宮と荒祭宮でのみ行われ、古くから豊受大神宮では行われていない。和妙（にぎたえ、絹）と荒妙（あらたえ、麻）を奉り、糸や組み紐、針も古来そのままに調進され、麻布は、麻続部（おみべ）が調進し、近代では一匹を奉織するのみで、あとは奈良県の月が瀬に委託する。『延喜式』では2つの宮で計120匹とされ、古くはすべてを伊勢の地で栽培し、織り立てたものである。
中世から近世では、上質の麻織物に奈良晒（-さらし）、越後縮（えちごちぢみ）、高宮布（たかみやふ）があり、江戸時代に入っても改良がくわえられてきた。縮（ちぢみ）とは、よりの強い緯糸（よこいと）で細かいシワを生じさせた織物で、麻に適用した麻縮は、いくつかの産地で作られた。晒（さらし）は、麻布を晒すことによって漂白する。麻織物は、木綿が普及すると次第に生産量が衰えていった。
12世紀に鎌倉幕府が成立し、源頼朝が将軍となったことを祝いに来た調停の勅使に、返礼として越後布を千反贈った。室町時代に、青苧座が組織された。後に苧麻は会津で生産され、新潟県、魚沼の六日村にあたる小千谷では布を仕上げていく地となった。この越後の麻布は江戸時代には夏の衣料として広く普及し、中でも上物が越後上布、小千谷縮となった。現在、原料となる苧麻は、福島県昭和村で生産されている。
奈良晒は従来は苧麻を原料としていたが、明治年間には大麻を用いるようになった。
近江（滋賀県）の高宮布は、江戸時代には湖東地域で生産され中山道高宮宿に集まって商人が販売した。明治時代には産業構造が激動し高宮布の生産も途絶えることになっていったが、愛知県神崎郡（現・愛荘や東近江）に移行し、技術革新なども経て近江上布として発展した。
1986年に滋賀県の能登川博物館に寄贈された『切本帖』（1819年）が、近世麻布研究所の吉田真一郎によって高宮布の布見本帳だと判明し、麻と苧麻を使い分けていた実態が解明され、2007年には同博物館で「謎の近江上布に迫る」という展覧会が開催された。主に都市で商家の仕事着として消費された布であり、吉田によれば奈良晒や越後縮と違う都会的なセンスがある布である。
亀甲織は、岩手県雫石町で大正時代まで織られ、後に復元され、しずくいし麻の会が麻や苧麻の栽培から行っている。津綟子（つもじ）は今の三重県津市にて江戸時代には盛んに織られていた透き通る織物である。途絶えていたが21世紀に入り復元が試みられている。
滋賀県の伊吹山で受け継がれそして消滅した甲津原麻布は雪袴（ゆきばかま）の伝統衣料で知られた。麻布は地元ではノノと呼ばれ冬の雪に埋もれる時期に織られ、各家庭が衣料として自給してきたが1980年代には技術は途絶えており、神事やお祭りのときに着られているのみだった。1982年代の時点で、麻の種の保存のために栽培はされているとされていたが、それでも1948年の大麻取締法が許可制にしておりその手続きが煩雑であり、ほどなく途絶えたようである。富山県の福光麻布は、明治以前は八講布、五郎丸布と呼ばれ砺波で織られたもので、衣料、布巾、畳、暖簾、蚊帳に使われ、1982年には織元は2軒のみ残っていた。昭和3年の昭和天皇即位の大嘗祭では2000反、平成元年の昭和天皇の大喪の礼では240反の福光麻布が使われた。福光麻布も途絶え、復興の動きがある。
明治初年頃まで麻は広く栽培され、以降は縮小してきた。明治年間終わりごろの裂織（さきおり、サッコリ、サックリ）の仕事着に、苧屑裂織（おくそ-）すべてが麻でできたものがある。庶民が古い布を衣類として作り直したものである。あるいは、麻糸を作るときにでる麻の苧（読みは「お」、ひも状）の屑を使って作った。大正時代では、都会では見かけないが、地方ではまだ麻を着ている者がそれなりにいたとのことである。またこの頃の東北地方では、雪のある冬でも麻を着ており、木綿では水分を溜めやすいからである。次第に入手しづらくなり、値段も高くなっていった。
明治時代初頭に、プロシア人のガルトネルが北海道の七重村や札幌、根室に亜麻を試作し、土地に適する作物だと判明したが、布にする設備はまだなかった。またに駐ロシア公使の榎本武揚が北海道開拓使長の黒田清隆にロシアの亜麻の種子を送り栽培される。
1878年（明治11年）にフランスで亜麻紡績を専攻した吉田健作が、帰国してから「リンネル製造創設書」を提出し、各地で日本の大麻の工業化を唱えた。この結果1884年（明治17年）、近江麻の滋賀県に日本初の麻工業会社「近江麻糸紡織」が創立される。1887年北海道製麻が創立され、当初は北海道産の大麻と苧麻を扱ったが3年後には亜麻製品も好調となり、ベルギーやイタリアから原料の亜麻を輸入するまでになる。同じ1887年、野州麻の栃木県鹿沼にも下野紡織が創立される。1896年、大阪に日本織糸で創立。日清戦争後に軍需から近江、下野、日本織糸の3社が合併して日本製麻となる。1907年（明治40年）には日本製麻と北海道製麻が合併して、帝国製麻となる。後に、軍需は減少、衰退していく。
画家であった吉田真一郎は、1980年代に西ドイツで親交を深めたヨーゼフ・ボイスから日本のルーツを尋ねられたことをきっかけに、作品を作るための古い布の収集をはじめたが、次第にその興味は麻布にむいていった。麻（大麻）の布は固いと言われていたが、実際には柔らかい布の中にも麻の布があり、上等な上布にも用いられたのではないかと、着物をほどき合格品に押されたと言われている印を探した。その過程で近江の野洲晒に麻布を発見した。
老舗の帯匠10代目の山口源兵衛は、若いころから独特に柔らかい布があることに気づいていたが、吉田に出会うことで麻だとはっきり分かり再び惚れ込んでいった。麻布を蘇らせるというアイデアに経済産業省も関心を示し、吉田と山口はエイベックスに提案した。2015年に、エイベックス・グループ・ホールディングスや三越伊勢丹らと主に共同開発した麻世妙 (majotae) を用いた衣料が伊勢丹3店舗にて展開され、自社ブランドや他の30ブランドから用意された。保温性もあり秋冬の衣料にも使われている。2015年にはヨウジヤマモトが、麻世妙を用いたウェディングドレスや、ジャケット、シャツ、パンツを展示した。ネハン・ミハラヤスヒロ、イタリアのマックスマーラが、この麻世妙による衣料を展開した。
海外の麻を使っているが、2016年8月には国産麻の糸が試作され、いずれ公開できるという。2017年には近江上布の技術を用いた、苧麻の糸を用いたAishoasaco（アイショウアサコ）、麻世妙の糸を用いたAishoasamalu（アイショウマサル）の布も公開された。

### 博物館
東京都目黒区の日本民藝館、山形県米沢市の原始布古代織参考館や、また織物生産地の小千谷織物工房（新潟県小千谷市）、近江上布伝統産業会館（滋賀県愛荘町）、沖縄県立博物館・美術館、苧麻の栽培地の福島県昭和村のからむし工芸博物館、大麻の栽培地の長野の鬼無里ふるさと資料館（旧・鬼無里村歴史民俗資料館）がある。
また特に生産地の博物館などで、特別展が開催されていることもある。
例えば、十日町市博物館で2012年に開催された「四大麻布—越後縮・奈良晒・高宮布・越中布の糸と織り」展。

## 特徴
麻布を木綿と同じように柔らかくするには、手間はあるが難しいことではない。中肉以上の厚さとなった麻（大麻）は、独特の柔らかさが際立ってくる。反対に、苧麻や亜麻では厚くなるにつれ、硬さが際立つ。
木綿では夏場には肌に汗が滴ってしまうが、麻ではすぐに蒸発するため扇は不要である。柳田国男は「麻の衣服は少しく長く持ちすぎる」と記し、丈夫だということである。

## 他の主な麻織物
片麻布（かたまふ）とは、縦糸に綿糸、横糸に麻糸を使ったものであり夏に使う生地に適している。生平は、漂白（晒）していない麻布。
- カンブリック
- ズック